# Église Saint-Blaise de Brunswick
Pour les articles homonymes, voir Église Saint-Blaise.
L'église Saint-Blaise de Brunswick (en allemand : Domkirche St. Blasii zu Braunschweig) est l'édifice religieux le plus important de la ville de Brunswick, située dans le Land de Basse-Saxe, dans le nord de l'Allemagne. 
Elle est communément appelée « cathédrale de Brunswick » (Braunschweiger Dom), bien qu'il ne s'agisse pas d'une église épiscopale, Brunswick n'étant pas siège d'un diocèse.
Elle a pour origine une église collégiale dédiée à saint Blaise de Sébaste et saint Jean le Baptiste (Stiftskirche St. Blasius’ und St. Johannis des Täufers), fondée par le duc de Saxe et de Bavière Henri le Lion en 1173 afin d'y accueillir sa propre sépulture et celle de son épouse Mathilde.

## Histoire

### Sous le règne d'Henri le Lion
Henri le Lion (vers 1130-1195) commence à construire l'église en 1173, peu après son retour d'un pèlerinage en Terre sainte. 
On peut supposer que les travaux se sont arrêtés pendant son exil en Angleterre, après qu'il eut été chassé du Saint-Empire par l'empereur Frédéric Barberousse en 1180. 
La partie orientale de l'édifice est inaugurée le 8 septembre 1188, date de la consécration de l'autel de la Vierge Marie qui s'y trouve. 
À sa mort en 1195, Henri est enterré dans l'église encore inachevée, aux côtés de son épouse morte en 1189.

### Après Henri le Lion
L'église, dotée du statut de Stifskirche, est consacrée le 29 décembre 1226. Un troisième patron lui est alors donné, saint Thomas Becket (1120-1170), archevêque de Cantorbéry assassiné sur l'ordre du roi d'Angleterre. 
Elle est pourvue d'un orgue, construit en 1499 par Heinrich Kranz,.
Depuis 1543, la cathédrale est un lieu de culte protestant.

## Architecture et décoration
L'édifice est principalement de style roman. 
Les statues funéraires de Henri et Mathilde, placées sur leurs tombes dans la nef, sont des représentations idéalisées, réalisés entre 1230 et 1240.
Parmi les pièces les plus importantes, on trouve notamment un crucifix en bois réalisé par le maître Imervard dans la deuxième moitié du XIIe siècle et un grand chandelier de bronze à sept branches des années 1170-1180.

## Galerie

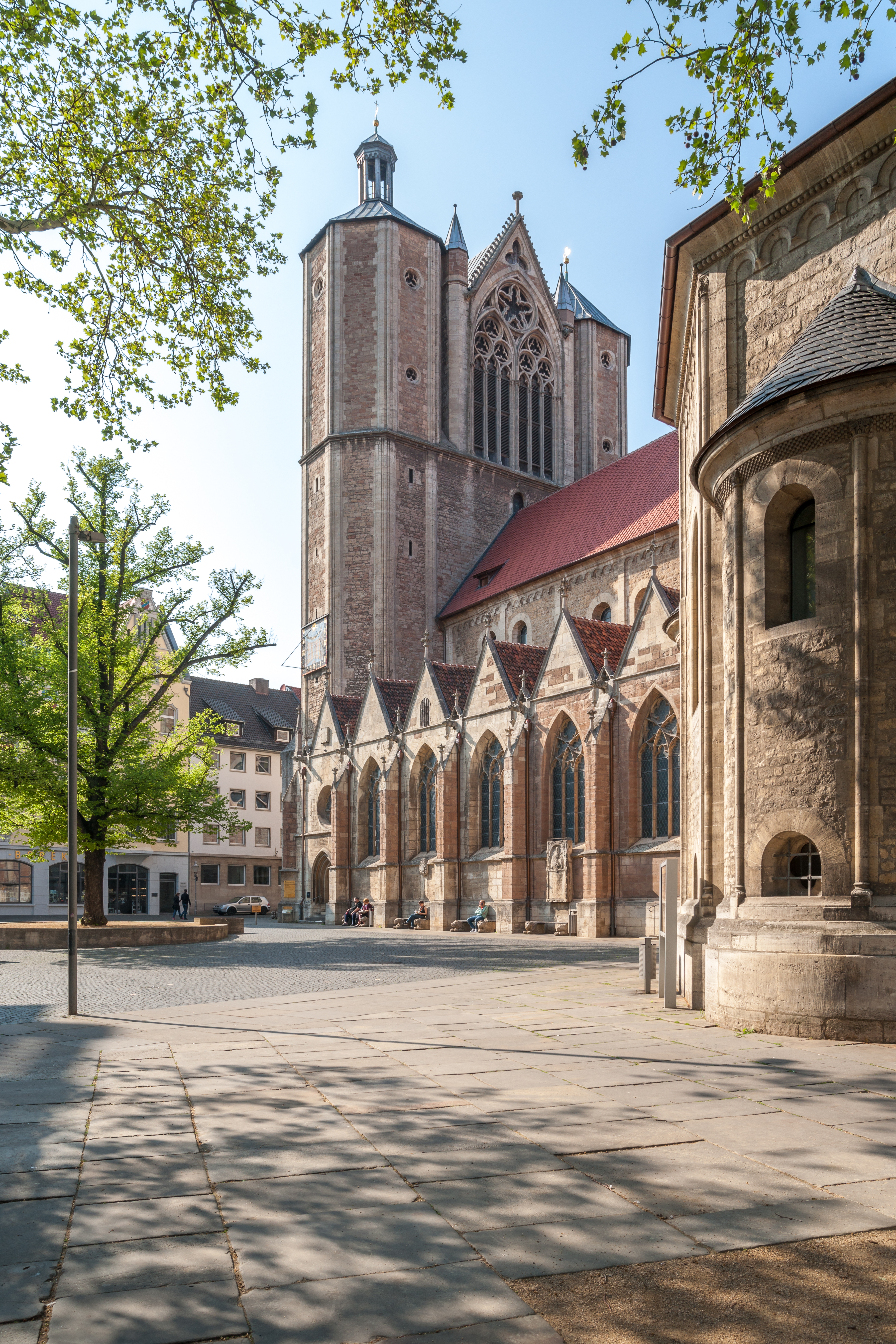
La vue de sud-ouest.
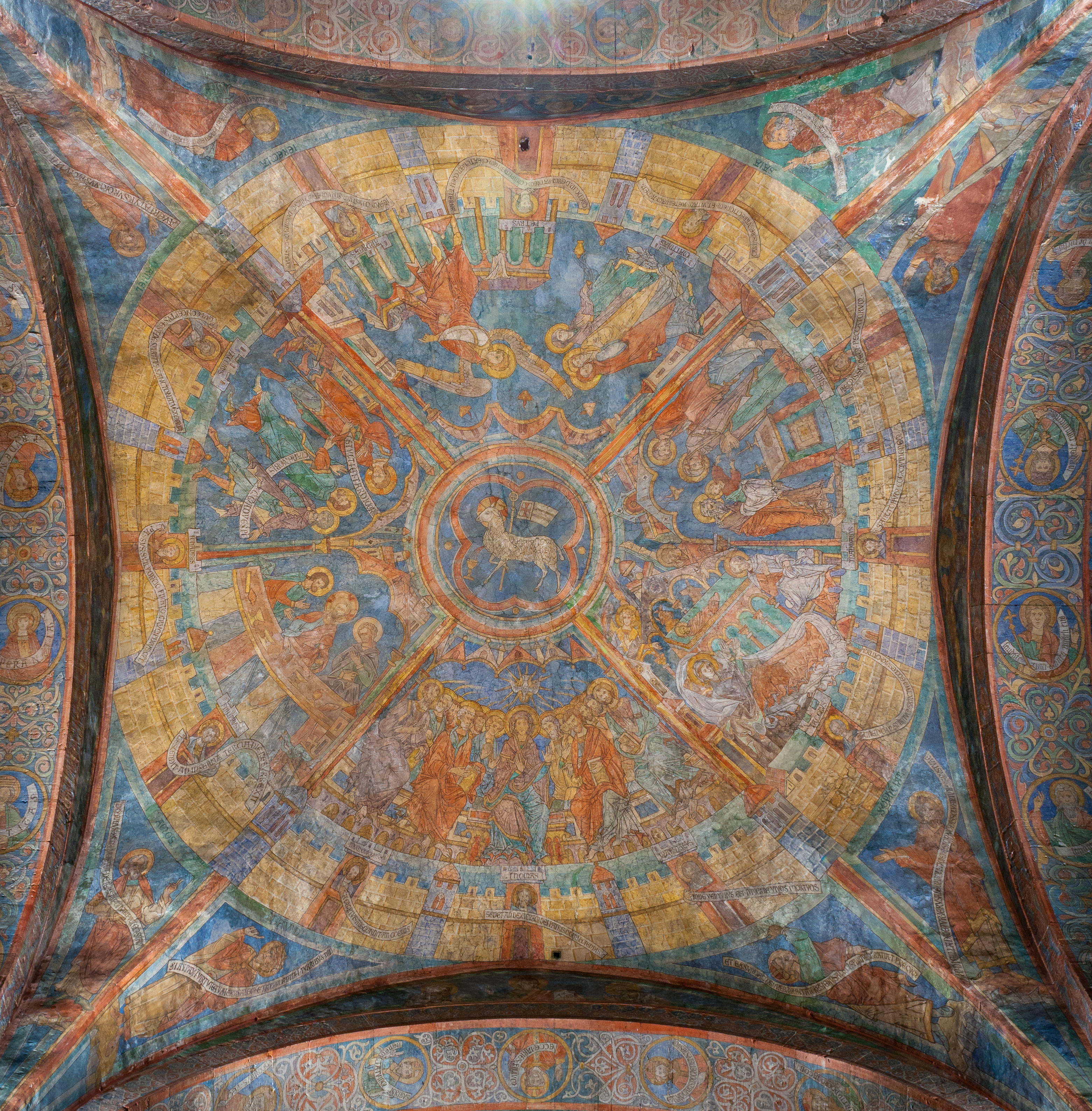
Plafond de l'église, montrant la Jérusalem céleste.
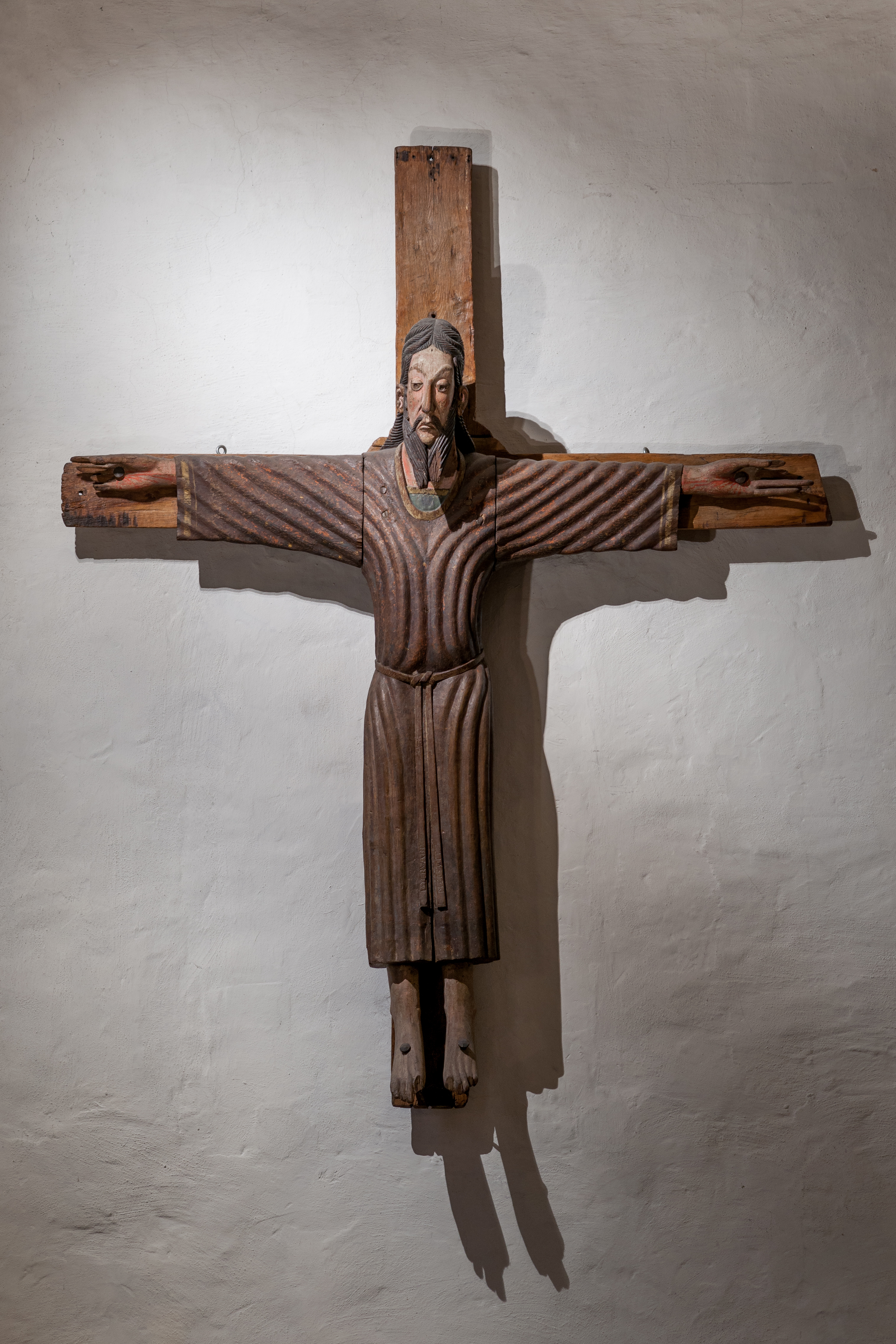
Crucifix d'Imervard.
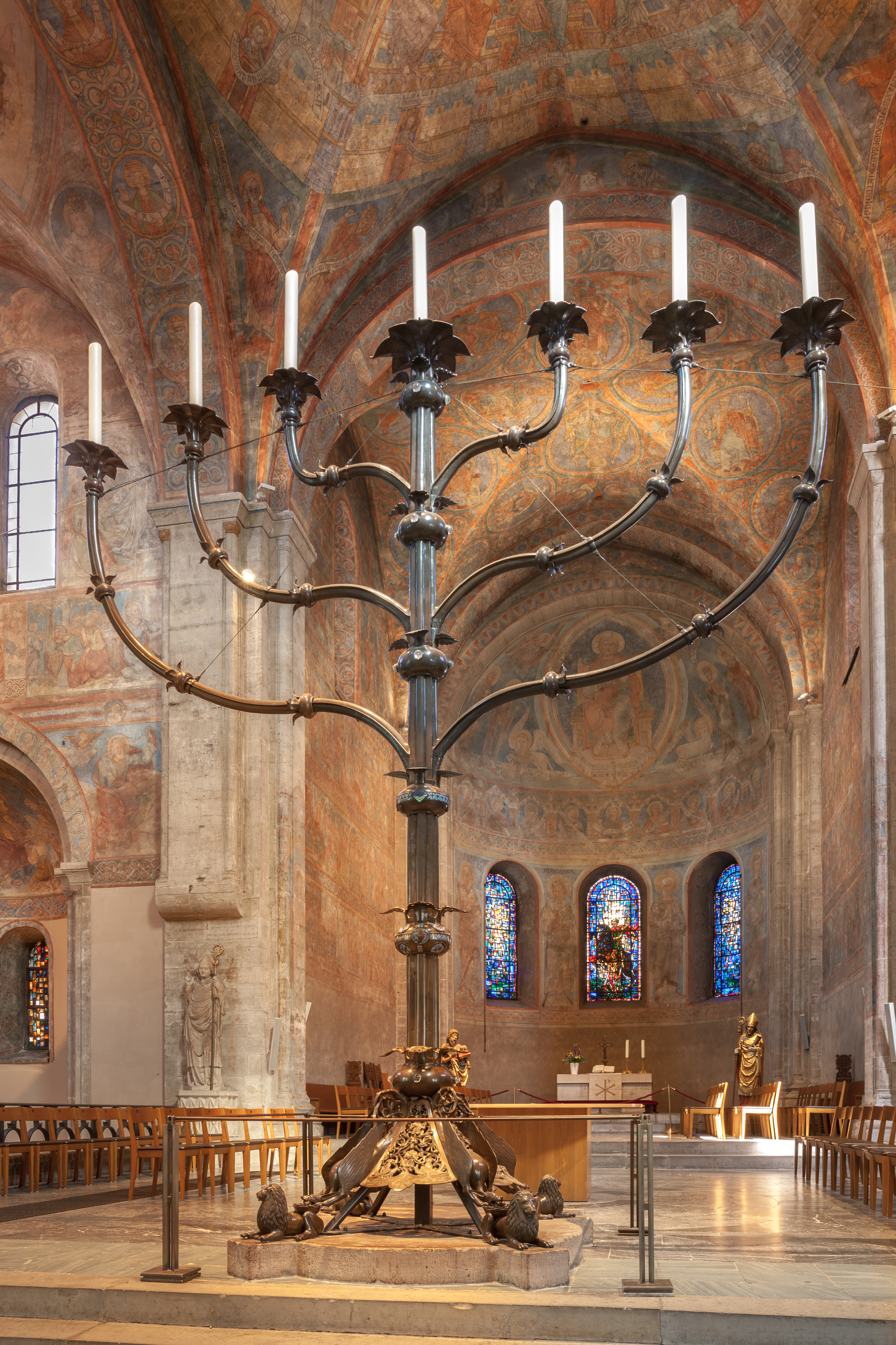
Chandelier de bronze.